# Nazionale maschile di beach soccer delle Figi
La nazionale di beach soccer delle Figi rappresenta le Figi nelle competizioni internazionali di beach soccer.

## Rosa
Aggiornata a febbraio 2011
| N. |                 | Ruolo | Calciatore            |
| -- | --------------- | ----- | --------------------- |
| 1  | Figi (bandiera) | P     | Benaminio Mateinaqara |
| 2  | Figi (bandiera) | D     | Luke Rawadamu         |
| 3  | Figi (bandiera) | D     | Archie Watkins        |
| 4  | Figi (bandiera) | C     | Sandeep Nair          |
| 5  | Figi (bandiera) | D     | Sanaila Dakaica       |
| 6  | Figi (bandiera) | D     | Jo Dugucagi           |

| N. |                 | Ruolo | Calciatore       |
| -- | --------------- | ----- | ---------------- |
| 7  | Figi (bandiera) | C     | Maciu Dunadamu   |
| 8  | Figi (bandiera) | D     | Shailend Buisena |
| 9  | Figi (bandiera) | A     | Epeli Saukuru    |
| 10 | Figi (bandiera) | A     | Rajnesh Ratan    |
| 11 | Figi (bandiera) | C     | Veresa Toma      |
| 20 | Figi (bandiera) | P     | Sheik Moshin     |

Allenatore: Intiaz Khan